# الله‌آباد علیا (شیروان)
الله‌آباد علیا روستایی در دهستان حومه بخش مرکزی شهرستان شیروان استان خراسان شمالی ایران است. این روستا در شمال شرق شهرستان شیروان است که با شهرستان 15 کیلومتر فاصله دارد.

## تاریخچه
در سفرنامه ناصرالدین شاه قاجار اشاره ای کوتاه به این روستا شده‌است: «از قرای معتبر شیروان الله‌آباد است که چهار صد خانواده سکنه و باغات زیاد دارد و در وسط قلعه الله‌آباد، بقعه ایست که معروف به شیخ مقدم می‌باشد، ابتدا اسم‌الله‌آباد، کلاهون بود، چون الله وردی خان به تجدید عمارت آن پرداخته آن را الله‌آباد نام داده‌است»
نام قدیم این روستا کلاهون بود و در سابق از موقعیت و جمعیت بیشتری برخوردار بود الله‌آباد مرکز حکومت و فرمانروایی اللهوردی خان عموی شجاع الدوله نیز بوده‌است و خرابه‌های قریه نشان می‌دهد که اطراف آن دارای برج و بارو بود.

## جمعیت
بر پایه سرشماری عمومی نفوس و مسکن در سال ۱۳۹۵ جمعیت این مکان ۴۵۴ نفر (۱۵۸خانوار) بوده‌است.